# Братство Мићковића
Братство Мићковића је братство које потиче из племена Кучи, чији се назив
помиње у млетачком попису Скадарске области 1416—1417. године, као село, тј. заједница више места (комуна, односно општина).Раније, територија Куча, називала се Горска Жупа која се помиње као саставни део државе Зете 1220. године у Летопису попа Дукљанина.

## Племе Кучи
Кучи су средњовековно племе које је настало уједињењем арбанашких и српских села у циљу одбране од Османлијског царства. Територија Куча захватала је северно-источни део данашње Црне Горе.

### Дрекале
Изузев мањег броја, сва братства племена Кучи потичу од два родоначелника, први војвода од средњовековне српске лозе Мрњачевића (Старо Кучи) и други од војводе Дрекала (Ново Кучи).

### Лале Дрекалов
Према индиректним историјским подацима, Лале Дрекалев рођен је oko 1557. године. Од њега потиче цело братство Дрекаловића које се јавља у Кучима.
Седам година после смрти оца Дркала и брата Николе, Лале Дрекалев прима војводство које ће се с колена на колено преносити родом Дрекаловића. Изборне војводе племена Куча од Дрекаловића су:
1. Војвода Дрекале,
2. Лале Дрекалов, око 1557 - 1642. године,
3. Вујош Лалев, 1642 - 1644. године,
4. Илико Лалев, 1644 - 1669. године.
5. Иван Иликов, 1669 - 1689. године,
6. Преле Мирчетин, 1689 - 1690- годне,
7. Петар Иликов, 1690 - 1710. године,
8. Радоња Петров, 1710 - 1737. године,
9. Илија Радоњин, 1737 - 1770. године,
10. Перита Радоњин, 1770 - 1772. годне,
11. Шуто Перутин, 1772 - 1786. године,
12. Чубро Петров Поповић, 1786 - 1799. године,
13. Мића Чубров, 1799 - 1825. године,
14. Ђуро Илијин Ивановић, 1825 - 1840. године,
15. Томо Петров Поповић, 1840 - 1844. године,
16. Брацан Ђуров Ивановић, 1844 - 1868. године,
17. Васо Брацанов, 1868 - 1900. године.

Марко Миљанов је био директни војвода од Цетиња, док је војвода-кнез Грочанске нахије био Васа И. Чарапић.

## Мићковићи
Корени братства Мићковић досежу до самог почетка 17. века, када је по генеалошким таблицама рођен и живео Мићко, од којег је настало презиме братства. Мићко Божов је имао четири сина, Грдана који није имао потомства, Стефана (Шукна), Луку и Бјелана чије потомсто траје и умножава се до данашњих дана. Бјелан је остао запамћен по својој јуначкој кончини када је у дубоким старачким годинама херојски погинуо 1774. године, приликом Прве похаре Куча, када су Турци покушали да истребе род Дрекаловиће.
Генеалошке таблице Мићковића, с данашњим потомцима братства, броје око петнаест пасова до војводе Дрекала и око десет пасова до Мићка Божова. Живели су на Безјову, Цварину, Новом Селу у Кучима и Затону код Бијелог Поља где се презивају Чејовићи по претку Чеју. Мићковићи се деле на огранке Асановиће (по Асану - Васу Луке Мићкова), Бјелановиће (по Бјелану Мићкову) и Шукниће (по Стефану-Шукни Мићковом). Набројенима су то надимци који се употребљавају у разговорима ради «лоцирања» паса, а не стварна презимена. Мићковићи који су одсељени у Доњу Ржаницу, Марсенића Ријеку и Пољице у Васојевићима, презивају се Чејовићи по Чеју Лала Дрекалова, а такође и потомци Николе (Васова) Асанова који су прешли у Подгорицу. Чест је пример да се Мићковићи «прозивају» Чејовићима првог реда, како би истакли своје витешко порекло од Чејовића који су били и остали на гласу као велики и храбри јунаци.

## Генеалошко стабло Мићковића[11]
- Генеалошко стабло Мићковића (Дрекаловићи)1
- Генеалошко стабло Мићковића (Дрекаловићи)2
- Генеалошко стабло Мићковића (Дрекаловићи)3
- Генеалошко стабло Мићковића (Дрекаловићи)4
- Генеалошко стабло Мићковића (Дрекаловићи)5
- Генеалошко стабло Мићковића (Дрекаловићи)6
- Генеалошко стабло Мићковића (Дрекаловићи)7

Тешку и мукотрпну судбину Куча делило је и ово братство. Стални ратови, велике жртве под турском окупацијом, похаре, болести и глад, условили су велика исељавања у потрагу за бољим животом. Данас Мићковићи живе расељени углавном у свим земљама бивше Југославије, и по целом свету, од чега је у родно Безјово остло свега шест кућа.

## Познати Мићковићи
- Мијо Радошев Мићковић – носилац челичног Ђорђевског крста
- Петар Радошев Мићковић – последњи носилац златне Обилића медаље
- Ђорђе (Божовић) Мићковић Гишка – командант српске гарде
- Радун Мићковић, државни функционер, писац, културни стваралац
- Андрија Радошев Мићковић, рецитатор љубавне поезије
- Саша Мићковић, књижевник, песник, издавач.